# Kim Petras/Diskografie
Diese Diskografie ist eine Übersicht über die musikalischen Werke der deutschen Popsängerin und Liedtexterin Kim Petras. Den Schallplattenauszeichnungen zufolge hat sie bisher mehr als 7,1 Millionen Tonträger verkauft. Ihre erfolgreichste Veröffentlichung ist die Single Unholy mit über 6,4 Millionen verkauften Einheiten.

## Alben

### Studioalben
| Jahr | Titel Musiklabel                      | Höchstplatzierung, Gesamtwochen, AuszeichnungChartplatzierungen (Jahr, Titel, Musiklabel, Platzierungen, Wochen, Auszeichnungen, Anmerkungen) | Höchstplatzierung, Gesamtwochen, AuszeichnungChartplatzierungen (Jahr, Titel, Musiklabel, Platzierungen, Wochen, Auszeichnungen, Anmerkungen) | Höchstplatzierung, Gesamtwochen, AuszeichnungChartplatzierungen (Jahr, Titel, Musiklabel, Platzierungen, Wochen, Auszeichnungen, Anmerkungen) | Höchstplatzierung, Gesamtwochen, AuszeichnungChartplatzierungen (Jahr, Titel, Musiklabel, Platzierungen, Wochen, Auszeichnungen, Anmerkungen) | Höchstplatzierung, Gesamtwochen, AuszeichnungChartplatzierungen (Jahr, Titel, Musiklabel, Platzierungen, Wochen, Auszeichnungen, Anmerkungen) | Höchstplatzierung, Gesamtwochen, AuszeichnungChartplatzierungen (Jahr, Titel, Musiklabel, Platzierungen, Wochen, Auszeichnungen, Anmerkungen) | Anmerkungen                              |
| Jahr | Titel Musiklabel                      | DE | AT | CH | UK | US | Dance | Anmerkungen                              |
| ---- | ------------------------------------- | --- | --- | --- | --- | --- | --- | ---------------------------------------- |
| 2023 | Feed the Beast Republic Records (UMG) | DE24 (1 Wo.)DE | — | CH76 (1 Wo.)CH | UK52 (1 Wo.)UK | US44 (2 Wo.)US | Dance2 (45 Wo.)Dance | Erstveröffentlichung: 23. Juni 2023      |
| 2023 | Problématique Republic Records (UMG)  | — | — | — | — | — | Dance8 (2 Wo.)Dance | Erstveröffentlichung: 18. September 2023 |

### Kompilationen
| Jahr | Titel Musiklabel                                      | Anmerkungen                          |
| ---- | ----------------------------------------------------- | ------------------------------------ |
| 2022 | The Summer I Couldn’t Do Better Universal Music (UMG) | Erstveröffentlichung: 4. August 2022 |

### Mixtapes
| Jahr | Titel Musiklabel           | Anmerkungen                           |
| ---- | -------------------------- | ------------------------------------- |
| 2019 | Clarity BunHead            | Erstveröffentlichung: 12. Juni 2019   |
| 2019 | Turn Off the Light BunHead | Erstveröffentlichung: 1. Oktober 2019 |

### EPs
| Jahr | Titel Musiklabel                                  | Höchstplatzierung, Gesamtwochen, AuszeichnungChartplatzierungen (Jahr, Titel, Musiklabel, Platzierungen, Wochen, Auszeichnungen, Anmerkungen) | Höchstplatzierung, Gesamtwochen, AuszeichnungChartplatzierungen (Jahr, Titel, Musiklabel, Platzierungen, Wochen, Auszeichnungen, Anmerkungen) | Höchstplatzierung, Gesamtwochen, AuszeichnungChartplatzierungen (Jahr, Titel, Musiklabel, Platzierungen, Wochen, Auszeichnungen, Anmerkungen) | Höchstplatzierung, Gesamtwochen, AuszeichnungChartplatzierungen (Jahr, Titel, Musiklabel, Platzierungen, Wochen, Auszeichnungen, Anmerkungen) | Höchstplatzierung, Gesamtwochen, AuszeichnungChartplatzierungen (Jahr, Titel, Musiklabel, Platzierungen, Wochen, Auszeichnungen, Anmerkungen) | Höchstplatzierung, Gesamtwochen, AuszeichnungChartplatzierungen (Jahr, Titel, Musiklabel, Platzierungen, Wochen, Auszeichnungen, Anmerkungen) | Anmerkungen                            |
| Jahr | Titel Musiklabel                                  | DE | AT | CH | UK | US | Dance | Anmerkungen                            |
| ---- | ------------------------------------------------- | --- | --- | --- | --- | --- | --- | -------------------------------------- |
| 2011 | One Piece of Tape Bionic Ballroom                 | — | — | — | — | — | — | Erstveröffentlichung: 11. März 2011    |
| 2018 | Turn Off the Light, Vol. 1 Republic Records (UMG) | — | — | — | — | — | — | Erstveröffentlichung: 1. Oktober 2018  |
| 2022 | Slut Pop Republic Records (UMG)                   | — | — | — | — | — | — | Erstveröffentlichung: 11. Februar 2022 |
| 2024 | Slut Pop Miami Republic Records (UMG)             | — | — | — | — | — | Dance14 (2 Wo.)Dance | Erstveröffentlichung: 14. Februar 2024 |

## Singles

### Als Leadmusikerin
| Jahr | Titel Album                                            | Höchstplatzierung, Gesamtwochen, AuszeichnungChartplatzierungen (Jahr, Titel, Album, Platzierungen, Wochen, Auszeichnungen, Anmerkungen) | Höchstplatzierung, Gesamtwochen, AuszeichnungChartplatzierungen (Jahr, Titel, Album, Platzierungen, Wochen, Auszeichnungen, Anmerkungen) | Höchstplatzierung, Gesamtwochen, AuszeichnungChartplatzierungen (Jahr, Titel, Album, Platzierungen, Wochen, Auszeichnungen, Anmerkungen) | Höchstplatzierung, Gesamtwochen, AuszeichnungChartplatzierungen (Jahr, Titel, Album, Platzierungen, Wochen, Auszeichnungen, Anmerkungen) | Höchstplatzierung, Gesamtwochen, AuszeichnungChartplatzierungen (Jahr, Titel, Album, Platzierungen, Wochen, Auszeichnungen, Anmerkungen) | Höchstplatzierung, Gesamtwochen, AuszeichnungChartplatzierungen (Jahr, Titel, Album, Platzierungen, Wochen, Auszeichnungen, Anmerkungen) | Anmerkungen                                                                   |
| Jahr | Titel Album                                            | DE | AT | CH | UK | US | Dance | Anmerkungen                                                                   |
| --- | ------------------------------------------------------ | --- | --- | --- | --- | --- | --- | ----------------------------------------------------------------------------- |
| 2008 | Fade Away –                                            | — | — | — | — | — | — | Erstveröffentlichung: 19. September 2008                                      |
| 2009 | Last Forever –                                         | — | — | — | — | — | — | Erstveröffentlichung: 17. April 2009                                          |
| 2009 | Die for You –                                          | — | — | — | — | — | — | Erstveröffentlichung: 16. Juli 2009                                           |
| 2009 | Boomerang –                                            | — | — | — | — | — | — | Erstveröffentlichung: 14. August 2009                                         |
| 2017 | I Don’t Want It At All The Summer I Couldn’t Do Better | — | — | — | — | — | — | Erstveröffentlichung: 1. August 2017                                          |
| 2017 | Hills The Summer I Couldn’t Do Better                  | — | — | — | — | — | — | Erstveröffentlichung: 22. September 2017 feat. Baby E                         |
| 2017 | Hillside Boys The Summer I Couldn’t Do Better          | — | — | — | — | — | — | Erstveröffentlichung: 22. September 2017                                      |
| 2017 | Slow It Down The Summer I Couldn’t Do Better           | — | — | — | — | — | — | Erstveröffentlichung: 10. November 2017                                       |
| 2017 | Faded The Summer I Couldn’t Do Better                  | — | — | — | — | — | — | Erstveröffentlichung: 15. Dezember 2017 feat. Lil Aaron                       |
| 2018 | Heart to Break The Summer I Couldn’t Do Better         | — | — | — | — | — | — | Erstveröffentlichung: 14. Februar 2018                                        |
| 2018 | Can’t Do Better The Summer I Couldn’t Do Better        | — | — | — | — | — | — | Erstveröffentlichung: 8. Juni 2018                                            |
| 2018 | All the Time The Summer I Couldn’t Do Better           | — | — | — | — | — | — | Erstveröffentlichung: 24. August 2018                                         |
| 2019 | Homework The Summer I Couldn’t Do Better               | — | — | — | — | — | — | Erstveröffentlichung: 6. Februar 2019 feat. Lil Aaron                         |
| 2019 | If U Think About Me … The Summer I Couldn’t Do Better  | — | — | — | — | — | — | Erstveröffentlichung: 6. Februar 2019                                         |
| 2019 | 1,2,3 Dayz Up The Summer I Couldn’t Do Better          | — | — | — | — | — | Dance40 (1 Wo.)Dance | Erstveröffentlichung: 7. Februar 2019 feat. Sophie                            |
| 2019 | Broken Clarity                                         | — | — | — | — | — | — | Erstveröffentlichung: 25. April 2019                                          |
| 2019 | Got My Number Clarity                                  | — | — | — | — | — | — | Erstveröffentlichung: 2. Mai 2019                                             |
| 2019 | Blow It All Clarity                                    | — | — | — | — | — | — | Erstveröffentlichung: 9. Mai 2019                                             |
| 2019 | Sweet Spot Clarity                                     | — | — | — | — | — | — | Erstveröffentlichung: 13. Mai 2019                                            |
| 2019 | All I Do Is Cry Clarity                                | — | — | — | — | — | — | Erstveröffentlichung: 23. Mai 2019                                            |
| 2019 | Do Me Clarity                                          | — | — | — | — | — | — | Erstveröffentlichung: 30. Mai 2019                                            |
| 2019 | Clarity                                                | — | — | — | — | — | — | Erstveröffentlichung: 6. Juni 2019                                            |
| 2019 | Personal Hell Clarity                                  | — | — | — | — | — | — | Erstveröffentlichung: 13. Juni 2019                                           |
| 2019 | Another One Clarity                                    | — | — | — | — | — | — | Erstveröffentlichung: 20. Juni 2019                                           |
| 2019 | Icy Clarity                                            | — | — | — | — | — | — | Erstveröffentlichung: 28. Juni 2019                                           |
| 2019 | How It’s Done 3 Engel für Charlie (O.S.T.)             | — | — | — | — | — | — | Erstveröffentlichung: 11. Oktober 2019 mit Kash Doll, Alma & Stefflon Don     |
| 2020 | Reminds Me –                                           | — | — | — | — | — | — | Erstveröffentlichung: 11. Februar 2020                                        |
| 2020 | 105 –                                                  | — | — | — | — | — | — | Erstveröffentlichung: 21. Februar 2020                                        |
| 2020 | Malibu –                                               | — | — | — | — | — | — | Erstveröffentlichung: 7. Mai 2020                                             |
| 2021 | Future Starts Now –                                    | — | — | — | — | — | — | Erstveröffentlichung: 27. August 2021                                         |
| 2021 | Coconuts Feed the Beast                                | — | — | — | — | — | — | Erstveröffentlichung: 3. Dezember 2021                                        |
| 2022 | Running Up That Hill –                                 | — | — | — | UK100 (1 Wo.)UK | — | — | Erstveröffentlichung: 1. Juni 2022 Original: Kate Bush                        |
| 2022 | Unholy Feed the Beast • Gloria                         | DE2 Platin · (42 Wo.)DE | AT1 ×3Dreifachplatin · (40 Wo.)AT | CH2 ×2Doppelplatin · (45 Wo.)CH | UK1 ×2Doppelplatin · (33 Wo.)UK | US1 ×2Doppelplatin · (35 Wo.)US | — | Erstveröffentlichung: 22. September 2022 Verkäufe: + 6.493.333; mit Sam Smith |
| 2022 | If Jesus Was a Rockstar –                              | — | — | — | — | — | — | Erstveröffentlichung: 11. November 2022                                       |
| 2023 | Brrr Feed the Beast                                    | — | — | — | — | — | — | Erstveröffentlichung: 20. Januar 2023                                         |
| 2023 | Alone Feed the Beast                                   | DE— aDE | — | — | UK37 (6 Wo.)UK | US55 (1 Wo.)US | Dance10 (20 Wo.)Dance | Erstveröffentlichung: 21. April 2023 Verkäufe: + 85.000; feat. Nicki Minaj    |
| 2023 | A Thousand Pieces / Eintausend Teile Feed the Beast    | — | — | — | — | — | — | Erstveröffentlichung: 23. Juni 2023                                           |
| Folgende Lieder erschienen nicht als Single, wurden aber durch das Album zum Download und Streaming bereitgestellt und konnten somit eine Platzierung erlangen: |                                                        | | | | | | |                                                                               |
| |                                                        | | | | | | |                                                                               |
| 2023 | King of Hearts Feed the Beast                          | — | — | — | — | — | Dance17 (4 Wo.)Dance | Charteinstieg: 8. Juli 2023                                                   |
| 2023 | UhOh Feed the Beast                                    | — | — | — | — | — | Dance30 (1 Wo.)Dance | Charteinstieg: 8. Juli 2023                                                   |
| 2023 | Feed the Beast                                         | — | — | — | — | — | Dance34 (1 Wo.)Dance | Charteinstieg: 8. Juli 2023                                                   |
| 2023 | Claws Feed the Beast                                   | — | — | — | — | — | Dance35 (1 Wo.)Dance | Charteinstieg: 8. Juli 2023                                                   |
| 2023 | Revelations Feed the Beast                             | — | — | — | — | — | Dance40 (1 Wo.)Dance | Charteinstieg: 8. Juli 2023                                                   |
| 2023 | Castle in the Sky Feed the Beast                       | — | — | — | — | — | Dance50 (1 Wo.)Dance | Charteinstieg: 8. Juli 2023                                                   |

### Als Gastmusikerin
| Jahr | Titel Album                                 | Höchstplatzierung, Gesamtwochen, AuszeichnungChartplatzierungen (Jahr, Titel, Album, Platzierungen, Wochen, Auszeichnungen, Anmerkungen) | Höchstplatzierung, Gesamtwochen, AuszeichnungChartplatzierungen (Jahr, Titel, Album, Platzierungen, Wochen, Auszeichnungen, Anmerkungen) | Höchstplatzierung, Gesamtwochen, AuszeichnungChartplatzierungen (Jahr, Titel, Album, Platzierungen, Wochen, Auszeichnungen, Anmerkungen) | Höchstplatzierung, Gesamtwochen, AuszeichnungChartplatzierungen (Jahr, Titel, Album, Platzierungen, Wochen, Auszeichnungen, Anmerkungen) | Höchstplatzierung, Gesamtwochen, AuszeichnungChartplatzierungen (Jahr, Titel, Album, Platzierungen, Wochen, Auszeichnungen, Anmerkungen) | Höchstplatzierung, Gesamtwochen, AuszeichnungChartplatzierungen (Jahr, Titel, Album, Platzierungen, Wochen, Auszeichnungen, Anmerkungen) | Anmerkungen |
| Jahr | Titel Album                                 | DE | AT | CH | UK | US | Dance | Anmerkungen |
| ---- | ------------------------------------------- | --- | --- | --- | --- | --- | --- | --- |
| 2013 | Flight to Paris –                           | — | — | — | — | — | — | Erstveröffentlichung: 10. Mai 2013 Klaas feat. Kim Petras                                                                          |
| 2013 | Heartbeat –                                 | — | — | — | — | — | — | Erstveröffentlichung: 8. Juli 2013 Klaas feat. Kim Petras                                                                          |
| 2017 | Unlock It Pop 2                             | — | — | — | — | — | — | Erstveröffentlichung: 11. Dezember 2017 Charli XCX feat. Kim Petras & Jay Park                                                     |
| 2018 | Feeling of Falling –                        | — | — | — | — | — | Dance23 (4 Wo.)Dance | Erstveröffentlichung: 30. November 2018 Cheat Codes feat. Kim Petras                                                               |
| 2019 | Anymore Rock$tar Famou$                     | — | — | — | — | — | — | Erstveröffentlichung: 11. Juli 2019 Lil Aaron feat. Kim Petras                                                                     |
| 2019 | Love Me Less Colour Vision (Deluxe Edition) | — | — | — | — | — | — | Erstveröffentlichung: 6. September 2019 Max feat. Kim Petras                                                                       |
| 2019 | Click Charli                                | — | — | — | — | — | — | Erstveröffentlichung: 11. Oktober 2019 (Remix) Charli XCX feat. Kim Petras & Tommy Cash                                            |
| 2020 | Broken Glass Golden Hour                    | — | — | CH78 (1 Wo.)CH | — | — | Dance13 (20 Wo.)Dance | Erstveröffentlichung: 29. Mai 2020 Kygo feat. Kim Petras                                                                           |
| 2021 | Jenny –                                     | — | — | — | — | — | — | Erstveröffentlichung: 26. März 2021 Studio Killers feat. Kim Petras                                                                |
| 2021 | SugarCrash! –                               | — | — | — | — | — | — | Erstveröffentlichung: 23. April 2021 ElyOtto feat. Kim Petras & Curtis Waters                                                      |
| 2023 | Made You Look –                             | DE— bDE | AT— bAT | CH— bCH | UK— bUK | US— bUS | — | Erstveröffentlichung: 13. Januar 2023 Meghan Trainor feat. Kim Petras                                                              |
| 2023 | Stars Are Blind (Paris’ Version) –          | DE— cDE | AT— cAT | CH— cCH | UK— cUK | US— cUS | — | Erstveröffentlichung: 2. Juni 2023 Paris Hilton feat. Kim Petras                                                                   |
| 2023 | Tqum (Remix) –                              | — | — | — | — | — | — | Erstveröffentlichung: 27. Juli 2023 Sofía Reyes feat. Kim Petras                                                                   |
| 2023 | Drums –                                     | DE— dDE | — | — | — | — | Dance39 (2 Wo.)Dance | Erstveröffentlichung: 6. Oktober 2023 Verkäufe: + 25.000; James Hype feat. Kim Petras                                              |
| 2023 | Flashy Raw                                  | — | — | — | — | — | — | Erstveröffentlichung: 19. Oktober 2023 City Girls feat. Kim Petras                                                                 |
| 2023 | When We Were Young (The Logical Song) –     | DE29 (14 Wo.)DE | AT62 (5 Wo.)AT | CH32 Platin · (13 Wo.)CH | UK51 Silber · (11 Wo.)UK | — | Dance16 (20 Wo.)Dance | Erstveröffentlichung: 10. November 2023 Verkäufe: + 550.000; David Guetta feat. Kim Petras Original: Supertramp – The Logical Song |
| 2024 | Reason Why Sophie                           | — | — | — | — | — | — | Erstveröffentlichung: 24. Juni 2024 Sophie feat. BC Kingdom & Kim Petras                                                           |
| 2024 | Don’t Lie –                                 | — | — | — | — | — | Dance24 (2 Wo.)Dance | Erstveröffentlichung: 6. September 2024 The Chainsmokers feat. Kim Petras                                                          |

## Musikvideos
| Jahr | Titel                            | Regie                |
| ---- | -------------------------------- | -------------------- |
| 2009 | Die for You                      |                      |
| 2011 | Feel It                          |                      |
| 2011 | One Piece of Tape                |                      |
| 2013 | Heartbeat                        |                      |
| 2017 | I Don’t Want It at All           | Charlotte Rutherford |
| 2018 | Faded                            |                      |
| 2018 | Heart to Break                   | Nicholas Harwood     |
| 2018 | Anymore                          | Lewis Grant          |
| 2019 | Icy                              | Alexandre Moors      |
| 2020 | Malibu                           | Kim Petras           |
| 2020 | Broken Glass                     | Griffin Stoddard     |
| 2020 | Villain                          |                      |
| 2021 | Future Starts Now                | Thom Kerr            |
| 2022 | Coconuts                         |                      |
| 2022 | Unholy                           | Floria Sigismondi    |
| 2023 | Made You Look                    |                      |
| 2023 | Alone                            | Arrad Rahgoshay      |
| 2023 | Stars Are Blind (Paris’ Version) |                      |
| 2023 | Flashy                           |                      |
| 2023 | When We Were Young               | Hannah Lux Davis     |
| 2024 | Don’t Lie                        | Chris Maggio         |

## Autorenbeteiligungen
| Jahr | Titel Interpretation                             | Höchstplatzierung, Gesamtwochen, AuszeichnungChartplatzierungen (Jahr, Titel, Interpretation, Platzierungen, Wochen, Auszeichnungen, Anmerkungen) | Höchstplatzierung, Gesamtwochen, AuszeichnungChartplatzierungen (Jahr, Titel, Interpretation, Platzierungen, Wochen, Auszeichnungen, Anmerkungen) | Höchstplatzierung, Gesamtwochen, AuszeichnungChartplatzierungen (Jahr, Titel, Interpretation, Platzierungen, Wochen, Auszeichnungen, Anmerkungen) | Höchstplatzierung, Gesamtwochen, AuszeichnungChartplatzierungen (Jahr, Titel, Interpretation, Platzierungen, Wochen, Auszeichnungen, Anmerkungen) | Höchstplatzierung, Gesamtwochen, AuszeichnungChartplatzierungen (Jahr, Titel, Interpretation, Platzierungen, Wochen, Auszeichnungen, Anmerkungen) | Höchstplatzierung, Gesamtwochen, AuszeichnungChartplatzierungen (Jahr, Titel, Interpretation, Platzierungen, Wochen, Auszeichnungen, Anmerkungen) | Anmerkungen                            |
| Jahr | Titel Interpretation                             | DE | AT | CH | UK | US | Dance | Anmerkungen                            |
| ---- | ------------------------------------------------ | --- | --- | --- | --- | --- | --- | -------------------------------------- |
| 2020 | Reminds Me of You Juice Wrld feat. The Kid Laroi | — | — | — | UK63 (4 Wo.)UK | US89 (2 Wo.)US | — | Erstveröffentlichung: 8. Dezember 2020 |

## Promoveröffentlichungen
| Jahr | Titel Album            | Anmerkungen                                                    |
| ---- | ---------------------- | -------------------------------------------------------------- |
| 2018 | The Drugs Don’t Work – | Erstveröffentlichung: 2. November 2018 Baby E feat. Kim Petras |

| Jahr | Titel Album       | Anmerkungen                                                                |
| ---- | ----------------- | -------------------------------------------------------------------------- |
| 2018 | Spotify Singles – | Erstveröffentlichung: 21. Februar 2018 Inhalt: Hills (Live) + Human (Live) |

## Sonderveröffentlichungen
| Jahr | Titel Album                                 | Anmerkungen                                                                       |
| ---- | ------------------------------------------- | --------------------------------------------------------------------------------- |
| 2009 | Taste Outta Hell                            | Erstveröffentlichung: 2009 Sober Truth feat. Kim Petras                           |
| 2010 | Magnetic Refurbished                        | Erstveröffentlichung: 16. Dezember 2010 KeeMo feat. Kim Petras                    |
| 2015 | You Phase 00001                             | Erstveröffentlichung: 24. März 2015 Isaac Phase feat. Kim Petras                  |
| 2017 | Unlock It Pop 2                             | Erstveröffentlichung: 15. Dezember 2017 Charli XCX feat. Kim Petras & Jay Park    |
| 2018 | Anymore Rock$tar Famou$                     | Erstveröffentlichung: 31. Mai 2018 Lil Aaron feat. Kim Petras                     |
| 2019 | Click Charli                                | Erstveröffentlichung: 13. September 2019 Charli XCX feat. Kim Petras & Tommy Cash |
| 2020 | Broken Glass Golden Hour                    | Erstveröffentlichung: 29. Mai 2020 Kygo feat. Kim Petras                          |
| 2021 | Love Me Less Colour Vision (Deluxe Edition) | Erstveröffentlichung: 26. März 2021 Max feat. Kim Petras                          |
| 2023 | Flashy Raw                                  | Erstveröffentlichung: 20. Oktober 2023 City Girls feat. Kim Petras                |
| 2024 | Reason Why Sophie                           | Erstveröffentlichung: 25. September 2024 Sophie feat. BC Kingdom & Kim Petras     |

| Jahr | Titel Album     | Anmerkungen                                                               |
| ---- | --------------- | ------------------------------------------------------------------------- |
| 2020 | Villain All Out | Erstveröffentlichung: 6. November 2020 mit Madison Beer als Teil von K/DA |

| Jahr | Titel Soundtrack                  | Anmerkungen                                                               |
| ---- | --------------------------------- | ------------------------------------------------------------------------- |
| 2019 | How It’s Done 3 Engel für Charlie | Erstveröffentlichung: 1. November 2019 mit Kash Doll, Alma & Stefflon Don |

## Statistik

### Chartauswertung
|                     | DE    | AT    | CH    | UK    | US    | Dance       |
| ------------------- | ----- | ----- | ----- | ----- | ----- | ----------- |
| Nummer-eins-Alben   | DE—DE | AT—AT | CH—CH | UK—UK | US—US | Dance—Dance |
| Top-10-Alben        | DE—DE | AT—AT | CH—CH | UK—UK | US—US | Dance2Dance |
| Alben in den Charts | DE1DE | AT—AT | CH1CH | UK1UK | US1US | Dance3Dance |

|                       | DE    | AT    | CH    | UK    | US    | Dance        |
| --------------------- | ----- | ----- | ----- | ----- | ----- | ------------ |
| Nummer-eins-Singles   | DE—DE | AT1AT | CH—CH | UK1UK | US1US | Dance—Dance  |
| Top-10-Singles        | DE1DE | AT1AT | CH1CH | UK1UK | US1US | Dance1Dance  |
| Singles in den Charts | DE2DE | AT2AT | CH3CH | UK4UK | US2US | Dance13Dance |

### Auszeichnungen für Musikverkäufe
| Goldene Schallplatte - Brasilien - 2024: für die Single Alone - Frankreich - 2024: für die Single When We Were Young (The Logical Song) - Kanada - 2023: für die Single Alone - Polen - 2024: für die Single Alone - 2024: für die Single Drums - Spanien - 2024: für die Single When We Were Young (The Logical Song) Platin-Schallplatte - Belgien - 2024: für die Single When We Were Young (The Logical Song) - Dänemark - 2023: für die Single Unholy - Finnland - 2023: für die Single Unholy - Polen - 2024: für die Single When We Were Young (The Logical Song) - Schweden - 2022: für die Single Unholy - Zentralamerika - 2023: für die Single Unholy 2× Platin-Schallplatte - Belgien - 2023: für die Single Unholy - Italien - 2023: für die Single Unholy - Spanien - 2024: für die Single Unholy | 3× Platin-Schallplatte - Griechenland - 2023: für die Single Unholy - Portugal - 2023: für die Single Unholy 4× Platin-Schallplatte - Neuseeland - 2024: für die Single Unholy 6× Platin-Schallplatte - Kanada - 2023: für die Single Unholy 7× Platin-Schallplatte - Australien - 2024: für die Single Unholy Diamantene Schallplatte - Frankreich - 2023: für die Single Unholy - Polen - 2024: für die Single Unholy 2× Diamantene Schallplatte - Brasilien - 2024: für die Single Unholy |

Anmerkung: Auszeichnungen in Ländern aus den Charttabellen bzw. Chartboxen sind in ebendiesen zu finden.
| Land/RegionAuszeichnungen für Musikverkäufe (Land/Region, Auszeichnungen, Verkäufe, Quellen) | Silber  | Gold     | Platin       | Diamant     | Verkäufe  | Quellen              |
| -------------------------------------------------------------------------------------------- | ------- | -------- | ------------ | ----------- | --------- | -------------------- |
| Australien (ARIA)                                                                            | —       | —        | 7× Platin7   | —           | 490.000   | aria.com.au          |
| Belgien (BRMA)                                                                               | —       | —        | 3× Platin3   | —           | 120.000   | ultratop.be          |
| Brasilien (PMB)                                                                              | —       | Gold1    | —            | 2× Diamant2 | 340.000   | pro-musicabr.org.br  |
| Dänemark (IFPI)                                                                              | —       | —        | Platin1      | —           | 90.000    | ifpi.dk              |
| Deutschland (BVMI)                                                                           | —       | —        | Platin1      | —           | 400.000   | musikindustrie.de    |
| Finnland (IFPI)                                                                              | —       | —        | Platin1      | —           | 40.000    | Einzelnachweise      |
| Frankreich (SNEP)                                                                            | —       | —        | Platin1      | Diamant1    | 533.333   | snepmusique.com      |
| Griechenland (IFPI)                                                                          | —       | —        | 3× Platin3   | —           | 60.000    | Einzelnachweise      |
| Italien (FIMI)                                                                               | —       | —        | 2× Platin2   | —           | 200.000   | fimi.it              |
| Kanada (MC)                                                                                  | —       | Gold1    | 6× Platin6   | —           | 520.000   | musiccanada.com      |
| Neuseeland (RMNZ)                                                                            | —       | —        | 4× Platin4   | —           | 120.000   | radioscope.co.nz     |
| Österreich (IFPI)                                                                            | —       | —        | 3× Platin3   | —           | 90.000    | ifpi.at              |
| Polen (ZPAV)                                                                                 | —       | 2× Gold2 | Platin1      | Diamant1    | 350.000   | olis.pl              |
| Portugal (AFP)                                                                               | —       | —        | 3× Platin3   | —           | 30.000    | Einzelnachweise      |
| Schweden (IFPI)                                                                              | —       | —        | Platin1      | —           | 80.000    | sverigetopplistan.se |
| Schweiz (IFPI)                                                                               | —       | —        | 3× Platin3   | —           | 70.000    | hitparade.ch         |
| Spanien (Promusicae)                                                                         | —       | Gold1    | 2× Platin2   | —           | 150.000   | elportaldemusica.es  |
| Vereinigte Staaten (RIAA)                                                                    | —       | —        | 2× Platin2   | —           | 2.000.000 | riaa.com             |
| Vereinigtes Königreich (BPI)                                                                 | Silber1 | —        | 2× Platin2   | —           | 1.400.000 | bpi.co.uk            |
| Zentralamerika (CFC)                                                                         | —       | —        | Platin1      | —           | 70.000    | cfc-musica.com       |
| Insgesamt                                                                                    | Silber1 | 5× Gold5 | 47× Platin47 | 4× Diamant4 |           |                      |